# Reprezentacja Szwecji w Pucharze Gordona Bennetta
W zawodach balonów wolnych o Puchar Gordona Bennetta poszczególne kraje mogą reprezentować maksymalnie trzy zespoły składające się z dwóch osób. Po raz pierwszy udział załogi ze Szwecji miał miejsce podczas 28. zawodów rozegranych w 1984 roku.

## Wyniki
Osiągnięcia drużyn w poszczególnych zawodach
UWAGA:
Oznaczenie rekordu długości lotu oraz czasu przelotu zaznaczone jest następująco:
| REKORD |

| Edycja zawodów | Data       | Miejsce zawodów         | Lokata | Załoga                       | Balon              | Czas lotu [h] | Odległość [km] |
| -------------- | ---------- | ----------------------- | ------ | ---------------------------- | ------------------ | ------------- | -------------- |
| 28             | 13.10.1984 | Zurych (Szwajcaria)     | 6      | Hans Akerstedt, Jan Balkedal | D-GATZWEILER       | 19:15         | 447,00         |
| 29             | 28.09.1985 | Genewa (Szwajcaria)     | 6      | Hans Akerstedt, Jan Balkedal | D-GATZWEILER II    | 21:07         | 307,00         |
| 37             | 4.10.1993  | Albuquerque (USA)       | 15     | Hans Akerstedt, Jan Balkedal |                    | 16:35         | 113,70         |
| 43             | 02.10.1999 | Albuquerque (USA)       | 12     | Hans Akerstedt, Jan Balkedal |                    | 20:13         | 693,94         |
| 44             | 09.09.2000 | Saint-Hubert (Belgia)   | 4      | Hans Akerstedt, Jan Balkedal |                    | 47:25         | 432,30         |
| 45             | 01.09.2001 | Warstein (Niemcy)       | 14     | Hans Akerstedt, Jan Balkedal | D-OWML Münsterland | 16:43         | 386,10         |
| 47             | 14.09.2003 | Arc-et-Senans (Francja) | 15     | Hans Akerstedt, Jan Balkedal | D-OWML Münsterland | 14:05         | 483,10         |